# 罗日杰斯特文斯卡亚哈瓦农村居民点
罗日杰斯特文斯卡亚哈瓦农村居民点（俄语：Рождественско-Хавское сельское поселение）是俄罗斯联邦沃罗涅日州新乌斯曼区所属的一个农村居民点。其下辖有5个居民点，行政中心为罗日杰斯特文斯卡亚哈瓦。据2016年统计，该农村居民点的人口为2800人。